# Martín Vilallonga
Martín Vilallonga (ur. 8 października 1970) – argentyński piłkarz występujący na pozycji napastnika.

## Kariera piłkarska
Od 1990 do 2006 roku występował w Independiente, Estudiantes La Plata, Lanús, Toros Neza, Racing Club, Avispa Fukuoka, Universitario de Deportes, Club León, Arsenal Sarandí, Instituto Córdoba i Argentino Mendoza.